# Las aventuras de Tom Sawyer (videojuego)
The Adventures of Tom Sawyer es un videojuego plataformas para el Nintendo Entertainment System en 1989 por Seta y basado en el libro The Adventures of Tom Sawyer de Mark Twain.

## Argumento
Tom Sawyer esta soñando, y en este sueño el debe salvar a Becky de Injun Joe, debe viajar a través de seis etapas para llegar a ella. El encuentra varias criaturas incluyendo un pulpo gigante, un lagarto gigante en el río Misisipi, fantasmas y Gules en una casa embrujada, Dios, y un dragón. Él despierta del sueño y se encuentra en su aula de Misisipi. Encuentra una pluma en su escritorio. La pluma que pertenecía a Injun Joe. Fue esto un sueño ...?

## Descripción general
The Adventures of Tom Sawyer es un videojuego de plataformas similar a Super Mario Brothers, donde el que juega usa a Tom Sawyer. No debe ser confundido con Square's Tom Sawyer.